# Карр, Джозеф Ллойд
Джозеф Ллойд Карр (20 мая 1912 года — 26 февраля 1994 года) — английским романистом, издателем, учителем и эксцентриком.

## Биография
Карр родился в Карлтон-Миниотте (англ.), Норт-Йоркшир, в веслианской (англ.) семье. Его отец, Джозеф, одиннадцатый сын фермера, работал на железной дороге и в конечном итоге стал начальником одной из станций Северо-Восточной железной дороги (англ.). Карру дали то же христианское имя, что и его отцу, и второе имя Ллойд, в честь Дэвида Ллойда Джорджа (англ.), либерального канцлера казначейства. Он начал называть себя Джим и Джеймс в зрелом возрасте. Его брат Реймонд, который также был начальником ж/д станции, звал его Ллойдом.

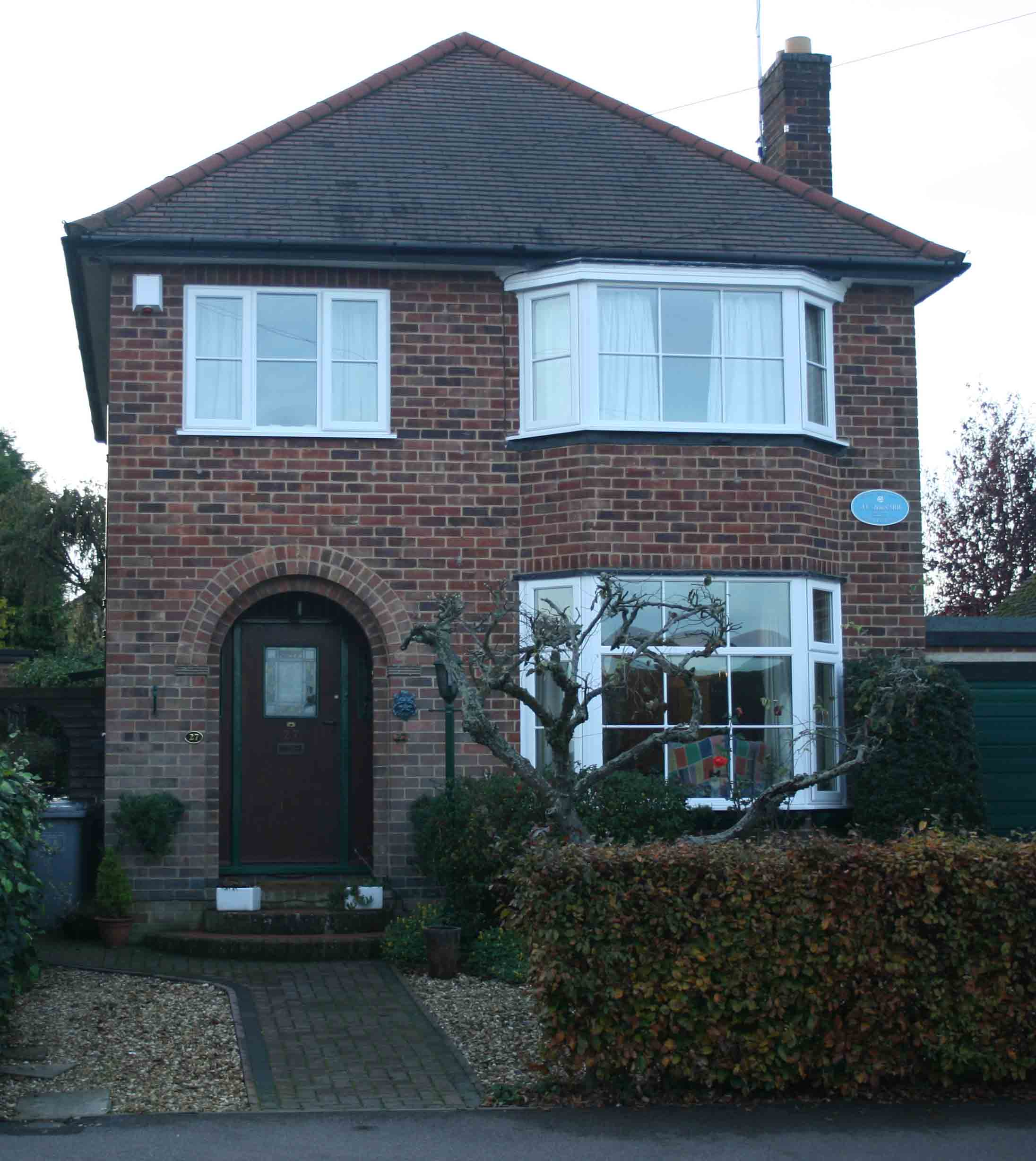
Карр, Джозеф Ллойд

Жизнь Джозефа была полна трудностей. Он учился в деревенской школе в Карлтоне. Не сдал экзамен на получение стипендии и лишился шанса получить образование в гимназии. После окончания школы не смог поступить в педагогический колледж. Во время интервью при поступлении в Голдсмитс-колледж в Лондоне его спросили, почему он хочет стать учителем. Карр ответил: «Потому что это оставляет так много времени для других занятий». Он не был принят. Спустя сорок лет после того как его роман «The Harpole Report» (англ.) получил огромный успех, его пригласили выступить с речью в Голдсмитс. Он ответил, что когда-то у колледжа была возможность обратиться к нему.
Он работал в течение года в качестве учителя не имея квалифиции — в одной из самых низких по уровню образования в Англии — начальной школе в Саут-Милфорде (англ.). Там же он стал членом местной любительской футбольной команды, которая была поразительно успешной в том году. Этот опыт он описал в романе «How Steeple Sinderby Wanderers Won the F.A. Cup» (англ.) Затем он был принят педагогический колледж (англ.) в Дадли. В 1938 году он прервал свою преподавательскою деятельность на год, чтобы работать учителем по обмену в Гуроне (Южная Дакота, США) на Великих равнинах. Большую часть года он боролся за выживание на новом месте; его британская зарплата, конвертированная в доллары, была ниже американского прожиточного минимума. Этот опыт он описал в своём романе «The Battle of Pollocks Crossing» (англ.).
В конце года из Соединенных Штатов Карр продолжил свое путешествие на запад и путешествовал по Ближнему Востоку и Средиземному морю в то время как надвигалась Вторая мировая война. Он прибыл во Францию в сентябре 1939 года и вернулся в Англию, где он добровольно вызвался служить в Королевских ВВС. Он получил образование фотографа Королевских ВВС и командирован в Западную Африку, затем служил в Британии в качестве офицера разведки, и этот опыт он описал в романе «A Season in Sinji» (англ.).
В конце войны женился на Хильде Глэдис Секстон (Салли) и вернулся к преподаванию. Он был назначен директором начальной школы Хайфилдс в Кеттеринге, «Нортгемптоншир, должность, которую он занимал с 1952 по 1967 год. Он вернулся в 1957 году в Гурон, штат Южная Дакота, снова как учитель по обмену, где написал и опубликовал социальную историю The Old Timers» (англ.) округа Бидл.
В 1967 году, написав два романа, ушёл из преподавания, чтобы посвятить себя писательству. Выпустил и опубликовал в своей собственной типографии The Quince Tree Press (англ.) серию «маленьких книг», предназначенных для того, чтобы уместиться в кармане: некоторые из них — подборки английских поэтов, другие — краткие монографии об исторических событиях. Чтобы приобщить детей к чтению, у каждой из «маленьких книг» было две цены, самая низкая предназначалась для детей. В результате Карр получил несколько писем от взрослых, которые пытались получить скидку, в нарочито детском стиле.
Также провел единоличную кампанию по сохранению и восстановлению приходской церкви Святой Веры в Ньютоне-в-Ивах (англ.), которая была разграблена и находилась под угрозой закрытия. Карр, назначивший себя её защитником, вступил в конфликт с викарием и высшими церковными властями в своих попытках спасти церковь. Здание было спасено, но его попытка не увенчалась успехом, поскольку закрытие не было предотвращено, и теперь здание является научно-исследовательским центром.
В 1986 году Карр дал интервью британскому журналу Vogue (англ.) и, как автора словарей, его попросили дать себе словарное определение. Он ответил: «Джеймс Ллойд Карр, издатель больших карт и маленьких книг, который в старости неожиданно написал шесть романов, которые, хотя и высоко ценились небольшой группой литературных сторонников и им самим, были должным образом проигнорированы литературным миром».
Джим Карр умер от лейкемии в Кеттеринге 26 февраля 1994 года, в возрасте 81 года.

## Авторская деятельность
Когда Карр прекратил преподавание в 1967 году, его целью было попытаться зарабатывать на жизнь, публикуя небольшие сборники стихов и создавая серию карт английских графств, которые больше годились для чтения и обсуждения, чем для навигации. Их он опубликовал при помощи The Quince Tree Press . Изначальные печатные формы с нескольких из этих карт были установлены на листах фанеры и использовались Карром в качестве тропинки в его саду. В саду также находились статуи, которые он сам вырезал, на многих из которых были зеркала в камне, установленные под таким углом, что солнце будет светить через окна в его день рождения.
Карр написал восемь коротких романов, которые содержат элементы комедии и фэнтези, а также более темные отрывки, основанные на его разнообразном жизненном опыте учителя, путешественника, игрока в крикет, футболиста, издателя и реставратора английского наследия. Шесть из восьми были опубликованы разными издателями; последние два он опубликовал под своим собственным оттиском, издательством The Quince Tree Press. Он широко считается мастером новеллы, а его шедевр «A Month in the Country» был номинирован наБукеровскую премию в 1980 году, когда он получил приз «Guardian Fiction Prize». В 1985 году он снова был номинирован на премию Букера за «The Battle of Pollocks Crossing».
Два его романа были экранизированы: «A Month in the Country» (1987) и « A Day in Summer» (1989).
Карр написал несколько нефантастиеских произведений, которые он опубликовал в издательстве «Quince Tree Press», в том числе словарь игроков в крикет, словарь пасторов и словари английских королей и королев. Он также предоставил текст для нескольких школьных учебников, изданных издательствами Macmillan и Longman, которые были разработаны для обучения детей английскому языку.

## Романы
- A Day in Summer (1963). Лондон: Barrie and Rockliff.
- A Season in Sinji (1967). Лондон: Alan Ross.
- The Harpole Report (1972). Лондон: Secker & Warburg. ISBN 0-436-08610-7
- How Steeple Sinderby Wanderers Won the F.A. Cup (1975). Лондон: London Magazine Editions. ISBN 0-904388-02-6
- A Month in the Country (1980). Брайтон, Сассекс: The Harvester Press. ISBN 0-85527-328-3
- The Battle of Pollocks Crossing (1985). Лондон: Viking. ISBN 0-670-80559-9
- What Hetty Did (1988). Кеттеринг: The Quince Tree Press. ISBN 0-900847-91-3
- Harpole & Foxberrow General Publishers (1992). Кеттеринг: The Quince Tree Press. ISBN 0-900847-93-X

## Социальная история
- The Old Timers: Социальная история первооткрывателей в прерийных штатах в течение первых нескольких лет поселения, на примере общины «старожилы» округа Бидл в Южной Дакоте (1957). Хурон, Южная Дакота: Личное издание.

## Детские книги
- J. L. Carr (1970). The Red Windcheater, Nippers series, pp 32. Illustrated by George Adamson. London: Macmillan.ISBN0-333-01789-7
- J. L. Carr (1972). The Garage Mechanic, What do they do? series, pp 32. Illustrated by Chris Mayger. London: Macmillan. ISBN 0-333-12064-7
- J. L. Carr (1972). The Dustman, What do they do? series, pp 31. Illustrated by Michael Shoebridge. London: Macmillan.ISBN 0-333-12276-3
- J. L. Carr (1974). The Old Farm Cart, Language in Action series, level 3, pp 24. Illustrated by Richard Butler. London: Macmillan. ISBN 0-333-16601-9
- J. L. Carr (1974). Red Foal’s Coat, Language in Action series, level 2, pp 24. Illustrated by Susan Richards. London: Macmillan. ISBN 0-333-16595-0
- Jim Carr (1976). An Ear-ring for Anna Beer, Language in Action series, level 3, pp 24. Illustrated by Trevor Ridley. London: Macmillan. ISBN 0-333-19954-5
- J. L. Carr (1976). The Green Children of the Woods, Whizz bang series, pp 32. Illustrated by Bill Sanderson. London: Longman. ISBN 0-582-19326-5
- Jim Carr (1980). Gone with the Whirlwind, Language in Action series, level 4, pp 48. Illustrated by Ken Evans. London: Macmillan. ISBN 0-333-28389-9

## Словари
- J. L. Carr (1977). Carr’s Dictionary of Extra-ordinary English cricketers. Kettering: The Quince Tree Press. (126 entries)
- J. L. Carr (1977). Carr’s Dictionary of English Queens, Kings' Wives, Celebrated Paramours, Handfast Spouses and Royal Changelings. Kettering: The Quince Tree Press. (91 entries)
- J. L. Carr (1979?). Carr’s Dictionary of English Kings, Consorts, Pretenders, Usurpers, Unnatural Claimants and Royal Athelings. Kettering: The Quince Tree Press. (107 entries)
- J. L. Carr (198?). Welbourn’s Dictionary of Prelates, Parsons, Vergers, Wardens, Sidesmen and Preachers, Sunday-school teachers, Hermits, Ecclesiastical Flower-arrangers, Fifth Monarchy Men and False Prophets. Kettering: The Quince Tree Press. No. 84. (129 entries).
- J. L. Carr (1983). Carr’s Illustrated Dictionary of Extra-ordinary Cricketers. London: Quartet Books.
- J. L. Carr (1985?). A Dictionary of Extraordinary English Cricketers Volume Two. Kettering: The Quince Tree Press. No. 95. (80 entries)
- J. L. Carr (1985). Gidner’s Brief Lives of the Frontier. Kettering: The Quince Tree Press. (88 entries). Published to coincide with the issue of The Battle of Pollocks Crossing.

## Другие работы
- J. L. Carr (1981). The Poor Man’s Guide to the Revolution of 1381. Kettering: The Quince Tree Press.
- J. L. Carr (1981?) Forefathers. Kettering: The Quince Tree Press.
- J. L. Carr (1982). Justice Silence, now blind, wits wandering a little and very old, is visited by Sir John Falstaff’s page, now a man, and asked for news of Francis Feeble, the woman’s tailor, once unfairly conscripted for the army during rebellion. In: Shakespeare Stories, ed. Giles Gordon. London: Hamish Hamilton, pages 82–90. ISBN 0-241-10879-9.
- J. L. Carr (1987). An inventory and history of The Quince Tree Press to mark its 21st year and the sale of its 500,000th small book. August 1987. Kettering: The Quince Tree Press.
- J. L. Carr (1990). The first Saturday in May. In: Fine Glances. A Connoisseur’s Cricket Anthology, eds Tom Graveney, Mike Seabrook. London: Simon and Schuster, pages 21–25. ISBN 0-671-71025-7
- J. L. Carr (1990). Looking for Lord. In: My Lord’s. A Celebration of the World’s Greatest Cricket Ground, ed. Tim Heald. London: Willow Books, Harper Collins, pages 15–19. ISBN 0-00-218363-3.
- J. L. Carr (1990). Redundant Churches Fund. Churches in retirement. A gazetteer. London: Her Majesty’s Stationery Office, Foreword, pages ix-x. ISBN 0-11-701452-4
- J. L. Carr (1993). Cricket books, 1992. In: Wisden Cricketers' Almanack 1993, ed Matthew Engel. Guildford, Surrey: John Wisden, pages 1295—1306. ISBN 0-947766-20-0.
- J. L. Carr (1994). Some early poems and recent drawings by J. L. Carr 1912—1994. Bury St Edmunds: The Quince Tree Press.

## Биографии
- Byron Rogers (2003). The Last Englishman: a biography of J. L. Carr. London: Aurum Press. ISBN 1-85410-838-7